# Relais 4 × 400 mètres masculin aux championnats du monde d'athlétisme 2015
Pour un article plus général, voir Championnats du monde d'athlétisme 2015.
Navigation
Moscou 2013 Londres 2017
L'épreuve du relais 4 × 400 mètres masculin des championnats du monde de 2015 s'est déroulée les 29 et 30 août 2015 dans le Stade national, le stade olympique de Pékin, en Chine. Elle est remportée par l'équipe des États-Unis (David Verburg, Tony McQuay, Bryshon Nellum et LaShawn Merritt).

## Résultats

### Finale
| Rang               | Couloir | Nation            | Athlètes                                                          | Temps         | Notes |
| ------------------ | ------- | ----------------- | ----------------------------------------------------------------- | ------------- | ----- |
| Médaille d'or      | 7       | États-Unis        | David Verburg Tony McQuay Bryshon Nellum LaShawn Merritt          | 2 min 57 s 82 | WL    |
| Médaille d'argent  | 4       | Trinité-et-Tobago | Renny Quow Lalonde Gordon Deon Lendore Machel Cedenio             | 2 min 58 s 20 | NR    |
| Médaille de bronze | 6       | Royaume-Uni       | Rabah Yousif Delano Williams Jarryd Dunn Martyn Rooney            | 2 min 58 s 51 | SB    |
| 4                  | 9       | Jamaïque          | Peter Matthews Ricardo Chambers Rusheen McDonald Javon Francis    | 2 min 58 s 51 | SB    |
| 5                  | 5       | Belgique          | Jonathan Borlée Robin Vanderbemden Kévin Borlée Antoine Gillet    | 3 min 0 s 24  |       |
| 6                  | 8       | France            | Mame-Ibra Anne Teddy Atine-Venel Mamoudou Hanne Thomas Jordier    | 3 min 0 s 65  |       |
| 7                  | 3       | Cuba              | William Collazo Raidel Acea Adrian Chacón Yoandys Lescay          | 3 min 3 s 05  |       |
| 8                  | 2       | Russie            | Artem Denmukhametov Pavel Trenikhin Denis Alekseyev Pavel Ivashko | 3 min 3 s 05  |       |

### Séries
Qualification : 3 premiers de chaque série (Q) plus les 2 meilleurs temps (q) se qualifient pour la finale.
| Rang | Série | Couloir | Nation                 | Athlètes                                                                 | Temps         | Notes |
| ---- | ----- | ------- | ---------------------- | ------------------------------------------------------------------------ | ------------- | ----- |
| 1    | 2     | 6       | États-Unis             | Kyle Clemons, Tony McQuay, Bryshon Nellum, Vernon Norwood                | 2 min 58 s 13 | Q, WL |
| 2    | 2     | 2       | Trinité-et-Tobago      | Renny Quow, Jarrin Solomon, Deon Lendore, Lalonde Gordon                 | 2 min 58 s 67 | Q, SB |
| 3    | 2     | 8       | Jamaïque               | Peter Matthews, Ricardo Chambers, Dane Hyatt, Javon Francis              | 2 min 58 s 69 | Q, SB |
| 4    | 1     | 8       | Royaume-Uni            | Rabah Yousif, Delano Williams, Jarryd Dunn, Martyn Rooney                | 2 min 59 s 05 | Q, SB |
| 5    | 1     | 2       | Belgique               | Dylan Borlée, Jonathan Borlée, Antoine Gillet, Kévin Borlée              | 2 min 59 s 28 | Q, NR |
| 6    | 1     | 7       | France                 | Mame-Ibra Anne, Teddy Atine-Venel, Mamoudou Hanne, Thomas Jordier        | 2 min 59 s 42 | Q, SB |
| 7    | 1     | 3       | Russie                 | Artem Denmukhametov, Pavel Trenikhin, Denis Kudryavtsev, Pavel Ivashko   | 2 min 59 s 45 | q, SB |
| 8    | 2     | 7       | Cuba                   | William Collazo, Raidel Acea, Adrian Chacón, Yoandys Lescay              | 2 min 59 s 80 | q, SB |
| 9    | 2     | 3       | Botswana               | Onkabetse Nkobolo, Nijel Amos, Leaname Maotoanong, Isaac Makwala         | 2 min 59 s 95 | NR    |
| 10   | 2     | 5       | République dominicaine | Gustavo Cuesta, Yon Soriano, Juander Santos, Luguelín Santos             | 3 min 00 s 15 | NR    |
| 11   | 1     | 9       | Pologne                | Łukasz Krawczuk, Michał Pietrzak, Rafał Omelko, Jakub Krzewina           | 3 min 00 s 72 | SB    |
| 12   | 2     | 4       | Brésil                 | Pedro Luiz de Oliveira, Wagner Cardoso, Hederson Estefani, Hugo de Sousa | 3 min 01 s 05 |       |
| 13   | 2     | 9       | Irlande                | Brian Gregan, Brian Murphy, Thomas Barr, Mark English                    | 3 min 01 s 26 | NR    |
| 14   | 1     | 5       | Venezuela              | Alberth Bravo, José Meléndez, Arturo Ramírez, Freddy Mezones             | 3 min 02 s 96 | SB    |
| 15   | 1     | 4       | Japon                  | Tomoya Tamura, Yūzō Kanemaru, Naoki Kobayashi, Takamasa Kitagawa         | 3 min 02 s 97 | SB    |
|      | 1     | 6       | Bahamas                | Steven Gardiner, Michael Mathieu, Alonzo Russell, Ramon Miller           | DQ            |       |

## Légende
Records et Performances
- AR : Record continental (area record)
- CR : Record des championnats (championship record)
- MR : Record du meeting (meet record)
- NR : Record national (national record)
- OR : Record olympique (olympic record)
- PR : Record paralympique (paralympic record)
- PB : Record personnel (personal best)
- SB : Meilleure performance personnelle de la saison (season's best)
- WL : Meilleure performance mondiale de l'année (world leader)
- WJR : Record du monde junior (world junior record)
- WR : Record du monde (world record)

Circonstances et Conditions
- DNF : N'a pas terminé (did not finish)
- DNS : N'a pas pris le départ (did not start)
- DQ : Disqualification (disqualification)
- NM : Aucun essai valable enregistré (No Mark)
- Q : Qualifié « directement » au prochain tour (ou à la prochaine compétition), lors d'une compétition majeure, grâce au classement ou à la réalisation des minima (automatic qualifier)
- q : Qualifié au prochain tour (ou à la prochaine compétition), lors d'une compétition majeure, grâce au repêchage ou à la réalisation de l'une des meilleures performances parmi celles des « non qualifiés directement » (grâce au meilleur temps ou à la meilleure distance par exemple) (secondary qualifier)